# Derambila synecdema
Derambila synecdema är en fjärilsart som beskrevs av Louis Beethoven Prout 1910. Derambila synecdema ingår i släktet Derambila och familjen mätare. Inga underarter finns listade i Catalogue of Life.